# Гейс (річка)
Гейс (англ. Hayes River) — річка на північному сході провінції Манітоба, Канада. 

## Географія
Бере початок в озері Молсон і тече на північний схід через великі озера Оксфорд та Ні. Впадає в Гудзонову затоку східніше гирла річки Нельсон.
Річка Гейс є найдовшою річкою Манітоби що зберегла в недоторканності свою природу. На річці немає гребель і річка вільно тече по своєму руслу як і багато тисяч років тому, через озера, глибокі долини та ущелини, створюючи по шляху бистрини, пороги та водоспади.

## Природа
Природні умови у витоках річки та в її гирлі значно відрізняються. У міру просування з півдня на північ густі хвойні ліси по обох берегах річки змінюються болотами і чахлими гаями чорної ялини та американської модрини, а потім і пустельною тундрою. Тваринний світ представлений оленями карібу, росомахами, бурими і білими ведмедями, білухами, орланами білоголовими, мартинами білими та іншими видами ссавців і птахів. У річці водяться осетрові, палія американська, північна щука, судак, окунь, сиг, озерна та річкова форель.

## Історія
Задовго до появи європейців на берегах річки корінне населення використовувало річку для пересування. Після прибуття європейців в Північну Америку річка стала важливою транспортною артерією Канади. У 1684 році річка була названа на честь лорда Джеймса Гейса французьким дослідником П'єром-Еспрі Радіссоном, але окремі ділянки річки мали інші назви: Траут, Бурбон, Джек Тент, Фекторі, Стіл, Реббіт, Гілл Рівер, Рів'єр-ду-Рок. У гирлі річки компанія Гудзонової затоки в 1684 році заснувала факторію Йорк-Фекторі, яка служила її штаб-квартирою на півночі континенту до 1957 року.
Оскільки маршрут по річці був одним з основних на шляху до Півночі, то багато хто з відомих дослідників Канади подорожували по Гейс, в тому числі Генрі Келсі, перший європеєць, який побачив Канадські прерії; Девід Томпсон, який наніс на карти величезні простори необжитих територій; Семюель Герн під час його легендарних поїздок через безплідні землі. Подорожували тут і картографи Компанії Гудзонової затоки Пітер Фідлер і Філіп Тернер, легендарний дослідник лорд Джон Франклін та відомий картограф і геолог Джозеф Берр Тіррелл.
В даний час річка популярна у каноїстів і байдарочників, які коротким літом подорожують по річці. Розвинене спортивне та любительське рибальство.
У 2006 році річка Гейс включена до Системи річок канадської спадщини (Canadian Heritage Rivers System).